# آیرین گوت آپدایک
آیرین گوت آپدایک (انگلیسی: Irene Gut Opdyke؛ ‏ ۵ مهٔ ۱۹۱۸ – ۱۷ مهٔ ۲۰۰۳) با نام اصلی ایرِنا گوت (لهستانی: Irena Gut) پرستار لهستانی بود که به خاطر کمک به یهودیان لهستانی که توسط آلمان نازی در طول جنگ جهانی دوم تحت آزار و اذیت قرار گرفتند، شهرت بین‌المللی به دست آورد. او به دلیل به خطر انداختن جان خود برای نجات دوازده شهروند یهودی، لقب افتخاری «درستکار در میان ملل» را از ید وشم دریافت کرد.

## زندگی‌نامه
ایرنا گوت در دوران بین دو جنگ در یک خانواده کاتولیک در کوژینیتسه لهستان به دنیا آمد و یکی از پنج دختر خانواده بود. خانواده او به رادوم نقل مکان کردند و او در آنجا پیش از تهاجم نازی-شوروی به لهستان در سال ۱۹۳۹ در دانشکدهٔ پرستاری ثبت نام کرد. در جریان این تهاجم،  او سعی کرد برای حفظ جانش مخفی شود، اما سربازان روسی او را پیدا کرده و پس از ضرب و شتم، به او تجاوز کردند. گوت در ابتدای اشغال لهستان آلمان مجبور به کار در یک کارخانه مهمات شد، اما کمی بعد یک سرگرد ورماخت به نام «ادوارد روگمر» که متوجه شده بود او به زبان آلمانی تسلط دارد، وی را استخدام کرد تا در آشپزخانه هتلی که اغلب در خدمت مقامات نازی بود، کار کند. در این دوره بود که گوت مشاهده کرد یک سرباز آلمانی در محله یهودی‌نشین نزدیک هتل، نوزادی را از آغوش مادرش جدا کرد و نوزاد را با سر به زمین انداخت و گویا کودک را کشت. او که وحشت‌زده شده بود، ابتدا می‌خواست ایمان و اعتقاد دینی خود را کنار بگذارد، اما متوجه شد که مردم بین انجام کار خوب یا بد، انتخاب دارند و مصمم شد که در هر فرصت ممکن، به یهودیان کمک کند. گوت که می‌دانست زندگی خود را به خطر می‌اندازد، مخفیانه غذا را از هتل می‌گرفت و به گتوی تارنوپل تحویل می‌داد.
اندک اندک، گوت یهودیان را به صورت غیرقانونی از محله یهودی‌نشین به جنگل‌های اطراف می‌برد و برای آنها غذا می‌آورد. در همین حال، «ادوارد روگمر» از گوت خواست که به عنوان خانه‌دار در ویلای او کار کند. گوت ۱۲ یهودی را در سرداب آن خانه پنهان کرد. این افراد هنگامی که صاحبخانهٔ آلمانی در منزل نبود، بیرون می‌آمدند و به گوت در انجام امور منزل و تمیزکردن آن کمک می‌کردند. با این حال روگمر به ماجرای پنهان شدن یهودیان در آنجا پی برد. روگمر با آنکه می‌دانست جان همگی آنها بدون استثنا (از جمله خودش) در خطر است، اما به شرطی که گوت معشوقه او شود، قبول کرد تا رازش را مخفی نگه دارد. روگمر در سال ۱۹۴۴ پیش از پیشروی روسیه با آلمان‌ها فرار کرد. گوت و چندین یهودی نیز از لهستان تحت اشغال شوروی به‌سوی غرب و به آلمان تحت اشغال متفقین گریختند. در آنجا، او را در اردوگاه افراد آواره قرار دادند و در همانجا بود که با ویلیام آپدایک، یکی از کارکنان سازمان ملل متحد از شهر نیویورک آشنا شد. سرانجام گوت به ایالات متحده آمریکا مهاجرت کرد و اندکی پس از آن در سال ۱۹۵۶ با ویلیام آپدایک ازدواج کرد. آنها با هم صاحب یک دختر شدند. ویلیام آپدایک در سال ۱۹۹۳ درگذشت، در حالی که گوت در سال ۲۰۰۳ به‌دنبال عوارض ناشی از هپاتیت درگذشت.

## قدردانی
آیرین گوت پس از سالها سکوت در مورد تجربه دوران جنگ خود، در سال ۱۹۷۵ پس از شنیدن ادعای یک نئونازی مبنی بر اینکه هولوکاست هرگز رخ نداده بود، متقاعد شد که صحبت کند. گوت کارِ سخنرانی عمومی و بازگو کردن خاطرات خود از وقایع آن دوران را آغاز کرد که در کتاب خاطرات او «در دستان من: خاطرات یک نجات‌دهنده هولوکاست» به اوج خود رسید. در سال ۱۹۸۲، او توسط ید وشم به عنوان یک درستکار لهستانی در میان ملل شناخته شد و مورد تجلیل قرار گرفت. در سال ۲۰۱۲، سرگرد ادوارد روگمر هم توسط ید وشم به عنوان یک درستکار آلمانی در میان ملل شناخته شد و مورد تجلیل قرار گرفت.

## خدمت به کنیسه و تبرک توسط پاپ
در ۹ ژوئن ۱۹۹۵، گوت در مراسم مشترک یهودیان و کاتولیک‌ها که در کنیسه «شیر ها-مالوت» در ارواین، کالیفرنیا برگزار شد، توسط پاپ ژان پل دوم مورد آمرزش و تبرک قرار گرفت و پاپ از او دعوت کرد تا دیداری رسمی با او داشته باشد. تبرک پاپ و ملاقات حضوری با پاپ توسط یکی از اعضای مجمع کلیسا به نام «آلن بوینوس» با کمک «پدر بزرگوار، جوزف کارپ» از کلیسای کاتولیک مرکزی لهستانی جان پل دوم در یوربا لیندا، کالیفرنیا میسر شد. تبرک و آمرزش توسط پاپ، نخستین به رسمیت شناختن و قدردانی از تلاش‌های او در طول هولوکاست توسط کلیسای کاتولیک بود. گوت گفت: «این بزرگ‌ترین هدیه‌ای بود که می‌توانستم برای هر کاری که در زندگی انجام داده‌ام، دریافت کنم.»
آیرین گوت در ژوئیه ۱۹۹۷، به همراه مدیرش، آلن بوینوس، و همسر او، روزنامه‌نگار روزالی بوینوس، برای یک مستند داستانی تلویزیونی که توسط زوج بوینوس برای «برنامهٔ زندهٔ پرایم‌تایم ای‌بی‌سی» ساخته شده بود، به اسرائیل سفر کرد که این برنامه در ۱۰ ژوئن ۱۹۹۸ پخش شد و گوت در آن به دیدار «هرمان مورکس» یکی از دوازده یهودی بازمانده‌ای که او جانشان را نجات داده بود، رفت. در این سفر، آلن بوینس ترتیب یک ملاقات خصوصی با رئیس‌جمهور و نخست‌وزیر پیشین اسرائیل شیمون پرز و رئیس پارلمان دَن تیخن را در کْنِسِت را مهیا کرد.

## میراث
شرح حال او در قالب کتابی تحت عنوانِ «در دستان من: خاطرات یک نجات‌دهنده هولوکاست» در سال ۱۹۹۹ منتشر شد. بر پایه این کتاب نمایشنامه‌ای در ۲۹ مارس ۲۰۰۹ در خیابان برادوی به روی صحنه رفت و در آن توا فلدشو نقش گوت را بازی کرده بود. این نمایشنامه با بازخوردهای متناقضی مواجه شد. در سال ۲۰۲۳ فیلمی لهستانی-کانادایی به نام عزم راسخ ایرنا با بازی سوفی نیلیس در نقش او منتشر شد.